# Kontrola bez razaranja
Kontrola bez razaranja (KBR), nerazorne metode kontrole kvalitete ili ispitivanje materijala bez razaranja (engl. Nondestructive testing ili Non-destructive testing - NDT) predstavlja skup metoda temeljen na principima fizike sa svrhom utvrđivanja svojstava materijala ili komponenata sustava, te otkrivanja različitih vrsta grešaka (defekata), a da se pritom ne utječe na funkcionalnost materijala koji se ispituje (ispitivani materijal ostaje neoštećen). Osnovna svrha ispitivanja bez razaranja je utvrđivanje kvalitete i usklađenosti osnovnog materijala i zavarenih spojeva sa zahtjevima tehničkih specifikacija i standarda. Ispitivanja se većinom izvode na terenu. Ponajprije se ispituje tlačna oprema, cjevovodi, noseće konstrukcije, poluproizvodi i industrijski proizvodi.
Kod ispitivanja s razaranjem (KSR) dolazi do oštećenja materijala koji se ispituje.

## Metode ispitivanja bez razaranja
Metode ispitivanja bez razaranja su: vizualni pregled(VP), dimenzionalna kontrola (DK), penetrantsko ispitivanje (PI), magnetsko ispitivanje(MI), ultrazvučno ispitivanje(UI), radiografsko ispitivanje (Ri), akustička emisija (AE), ispitivanje nepropusnosti i ostale metode.

### Vizualni pregled
Prije bilo koje druge metode ispitivanja zavara ili nekog drugog svojstva materijala (KBR ili KSR), primjenjuje se vizualna kontrola (VP). Ta metoda ispitivanja relativno je jeftina, ne oduzima puno vremena, a može dati vrlo korisne informacije kako o kvaliteti zavarenih spojeva, tako i o potrebi ispitivanja nekom drugom metodom. Za pomoć kod vizualnog pregleda u skučenim i nepristupačnim dijelovima konstrukcije upotrebljavaju se različita povećala (lupe uz rasvjetu).

### Dimenzionalna provjera
Sljedeća po redu je dimenzionalna provjera (DP), kod koje se upotrebljavaju različiti uređaji, kao naprave za mjerenje debljine zavara i slično.

### Penetrantsko ispitivanje
Penetrantsko ispitivanje (PK) ili ispitivanje penetrantima često se primjenjuje kod provjere zavarenih spojeva na konstrukcijama. Na prethodno očišćenu i odmašćenu površinu nanosi se penetrant (obično crvene boje). Nakon penetriranja u eventualnu pukotinu (vrijeme penetriranja, tj. prodiranja u pukotine ovisi o vrsti penetranta i o dimenzijama pukotine, ali se približno uzima 10 do 15 minuta), uklanja se penetrant na odgovarajući način (vodom, suhom krpom). Kod penetranata koji se uklanjaju vodom treba biti pažljiv i mlaz vode usmjeriti paralelno s površinom lima, kako mlaz vode ne bi istisnuo penetrant iz pukotine. Nakon sušenja površine lima (suha krpa), nanosi se razvijač (obično je bijele boje), koji izvlači penetrant iz pukotine, pa je na bijeloj površini lima lako uočljiva crvena crta od penetranta iz pukotine. Kod tanjih limova na jednu se stranu nanosi penetrant, a na drugu razvijač. Ako postoji pukotina kroz cijelu debljinu lima, tada će razvijač izvući penetrant na svoju stranu, što će se otkriti kao lako uočljiva crvena crta od penetranta iz pukotine na bijeloj (od razvijača) površini lima.

### Magnetsko ispitivanje
Magnetska kontrola kvalitete (MK) koristi se za otkrivanje površinskih i podpovršinskih grešaka (približno do dubine 6 mm) kod feromagnetičnih materijala. Zasniva se na principu magnetske indukcije. Oko vodiča kroz koji prolazi električna struja (magnetski jaram, magnetske elektrode) stvara se magnetsko polje (istosmjerne ili izmjenične struje), čije silnice, po pravilu desne ruke, prolaze između ostaloga i kroz feromagnetični materijal koji se ispituje, odnosno koji je u dodiru s magnetskim jarmom ili magnetskim elektrodama. Da bi se otkrila pukotina potrebno je da smjer silnica magnetskog polja bude što više okomito na pukotinu. Pospu li se magnetske čestice (suhe sitne čestice ili čestice pomiješane s vodom) po površini ispitivanog materijala, ako postoji pukotina okomito na smjer prolaska silnica magnetskog polja, sitne čestice će se okupiti oko pukotine. Ova je metoda ispitivanja kvalitete jeftina i brza, ali ima ograničenje s obzirom na ne feromagnetične materijale, greške duboko ispod površine, te nemogućnost određivanja dubine pukotine koja je otkrivena kod feromagnetičnih materijala.

### Ultrazvučno ispitivanje
Ultrazvučna kontrola kvalitete (UK) zasniva se na svojstvu ultrazvuka da se širi kroz homogene materijale i da se odbija na granici materijala različitih akustičkih osobina (otpornosti), odnosno od nehomogenosti (grešaka) u materijalu. Od izvora ultrazvuka šire se ultrazvučni valovi kroz materijal koji se kontrolira. Ako u materijalu postoji greška, iza nje će, ovisno o vrsti greške, ultrazvučni valovi oslabiti ili se neće pojaviti (odbiju se od greške).

### Radiografsko ispitivanje
Radiografska kontrola (RK) pri ispitivanju kvalitete metodama prozračavanja u praksi koristi rendgenske zrake ili gama zrake. Rendgenske zrake nastaju pri naglom kočenju ubrzanog snopa elektrona na metalnoj ploči (anodi/antikatodi u rendgenskoj cijevi), dok gama zrake nastaju prilikom spontanog raspada nestabilnih atomskih jezgri (prirodnih radioaktivnih materijala i radioaktivnih izotopa). Oba su zračenja u biti elektromagnetska zračenja. Rendgenske i gama zrake ostavljaju trag na filmskoj emulziji (industrijske folije), na čemu se i zasniva radiografsko ispitivanje grešaka u unutrašnjosti materijala.

### Akustička emisija
Kad se čvrsti materijal izloži naprezanju, nesavršenosti unutar materijala emitiraju kratke impulse akustične energije. Kao i kod ultrazvučnog ispitivanja, i te emisije se mogu otkriti specijalnim prijamnicima. Primjenjuju se za otkrivanje izvora energije i lokaciju izvora.

### Ispitivanje nepropusnosti
Ispitivanje nepropusnosti uglavnom se provodi kod posuda pod tlakom, a ovisno o zahtijevanoj kvaliteti i primijenjenim propisima provodi se tlačenjem zraka ili vode na određenu vrijednost tlaka, ili pomoću vakuumske komore.

### Termografija
Infracrvena termografija, termalno snimanje, termografsko snimanje, ili termalni video, je tip znanosti infracrvenog snimanja. Termografske kamere opažaju zračenje u infracrvenom pojasu elektromagnetskog spektra (ugrubo 900 - 14 000 nanometara ili 0,9 - 14 mikrometara) i stvaraju snimke tog zračenja koje nazivamo termogramima. 
Pandemija svinjske gripe 2009. drastično je povećala upotrebu termalnog snimanja jer se njime služi osoblje zračnih luka kako bi otkrilo potencijalno zaražene putnike. Termografsko snimanje upotrebljavaju i vatrogasci kako bi vidjeli kroz dim, pronašli ljude, i lokalizirali izvor vatre. Tehničari koji održavaju dalekovode mogu uz pomoć termalnog snimanja vidjeti pregrijavajuće spojeve i dijelove i njihovim popravkom izbjeći opasnosti. Na mjestima gdje je loša toplinska izolacija, građevinari mogu vidjeti termalne otiske koji upućuju na gubitke topline, a termografijom se služe i u svrhu poboljšanja efikasnosti rashladne ili toplinske klimatizacije. Termografske kamere su ugrađene i u neke luksuzne automobile kako bi pomagale vozaču. Neke se fiziološke aktivnosti, naročito reakcije, u ljudi i ostalih toplokrvnih životinja, također mogu biti praćene termografskim kamerama.

## Povijesni razvoj ispitivanja bez razaranja
Značajni događaji koji su utjecali na razvoj ispitivanja bez razaranja su:
- 1854. u Hartfordu (Connecticut) eksplodirao je jedan kotao, ubivši 21 radnika i ozbiljno ozlijedivši njih 50. Nakon toga je država Connecticut naredila godišnja ispitivanja (vizualna kontrola) kotlova pod tlakom;
- od 1880 do 1920. počela su ispitivanja tračnica na željeznicama s ciljem da se otkriju pukotine. To je bio početak penetrantskog ispitivanja;
- Wilhelm Conrad Röntgen otkriva 1895. rendgenske zrake i vrlo brzo predlaže primjenu te metode za otkrivanje grešaka (defekata) u materijalima;
- 1920. dr. H. H. Lester počinje s razvojem industrijske radiografske kontrole za metale. Prvi put je primijenio tu metodu na odljevcima 1924. ;
- 1926. se počinje s razvojem magnetske kontrole, a već sljedeće godine se počinje primjenjivati na željezničkim tračnicama (dr. Elmer Sperry i H.C. Drake);
- od 1935. do 1940. razvijeno je moderno penetrantsko ispitivanje (Betz, Doane i DeForest);
- od 1940. do 1944. razvijena je ultrazvučna kontrola (dr. Floyd Firestone);
- 1950. otkriven je sklerometar ili Schmidtov čekić, a to je bilo prvo ispitivanje bez razaranja koje se primjenjivalo za ispitivanje betona;
- 1950. je prvi put primijenjena akustička emisija kao metoda ispitivanja bez razaranja.

## Vanjske poveznice
- Hrvatsko društvo za kontrolu bez razaranja
- TPK Zavod d.d. - Ispitivanje materijala bez razaranja
- ZIT – Zavod za zavarivanje, ispitivanje i tehnologiju d.o.o.